# Soldatenfriedhof Neckenmarkt

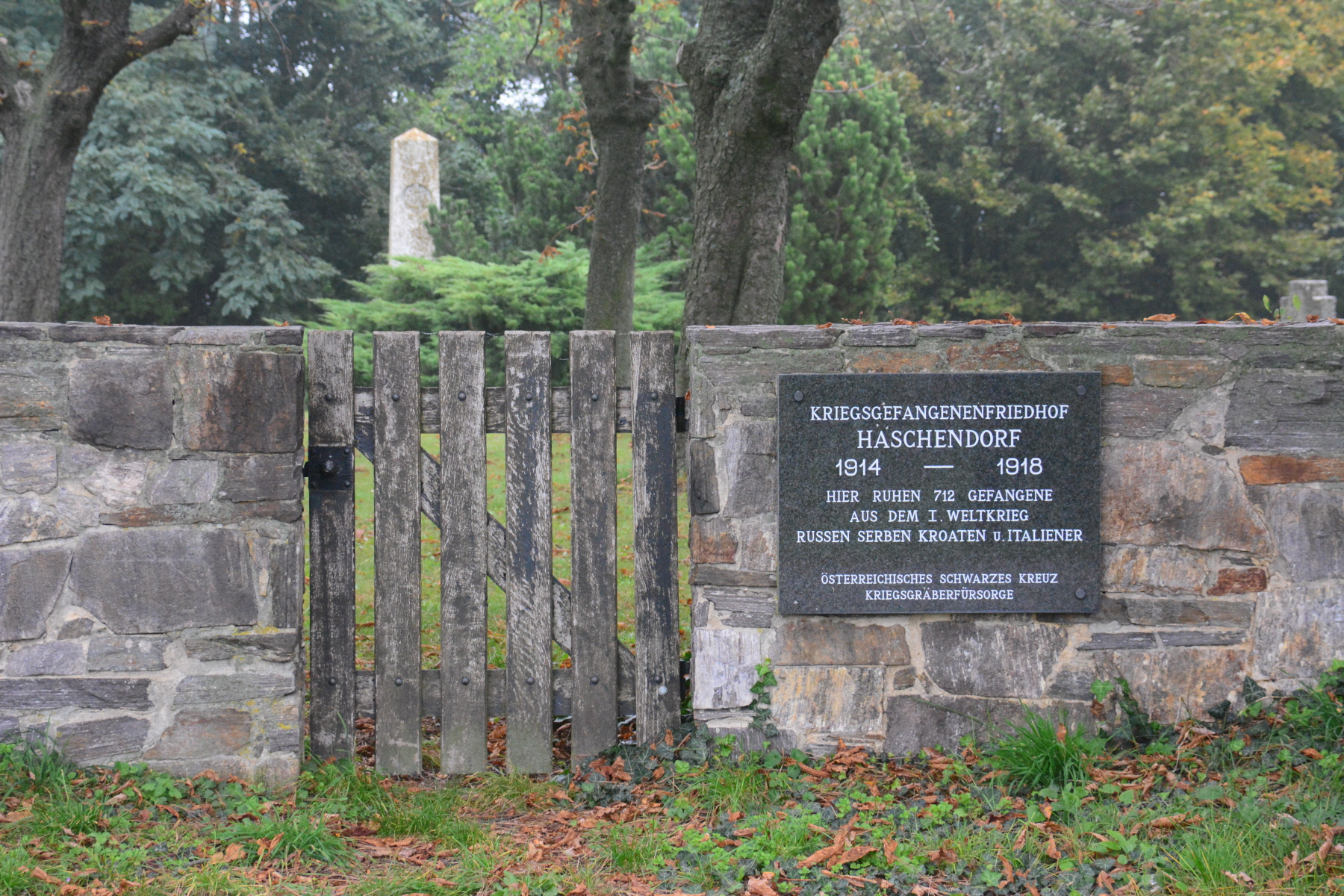
Der Soldatenfriedhof Neckenmarkt in der KG Haschendorf

Der Soldatenfriedhof Neckenmarkt wurde 1916 als Ergänzung für das Kriegsgefangenenlager Neckenmarkt im damaligen Deutsch-Westungarn – heute Burgenland – angelegt. Beigesetzt wurden hier verstorbene kriegsgefangene Soldaten, aber auch Zivilisten aus Bosnien-Herzegowina, die wegen vermuteter politischer Unzuverlässigkeit aus ihrer im Kriegsgebiet gelegenen Heimat entfernt worden waren.

## Geschichte
Das Kriegsgefangenenlager Neckenmarkt umfasste Grundstücke in den Katastralgemeinden Neckenmarkt und Haschendorf. Der Soldatenfriedhof Neckenmarkt befindet sich auf einem 4410 Quadratmeter großen Grundstück in Haschendorf, wo er 1916 auf einem unter Berufung auf das ungarische Kriegsleistungsgesetz von 1912 beschlagnahmten Grundstück angelegt, später erweitert und zu einem unbekannten Zeitpunkt auf die heutige Größe verkleinert wurde. Eine unbekannte Anzahl von Gräbern kam dadurch außerhalb des Friedhofs zu liegen und befindet sich heute vergessen auf wieder landwirtschaftlich genutzten Flächen.
Während über die Zahl der hier beigesetzten verstorbenen Soldaten unklare und widersprüchliche Angaben vorliegen, gibt es über die ebenfalls hier bestatteten Zivilinternierten kaum Angaben. Einem Bericht der Gemeinde Neckenmarkt an die burgenländische Landesregierung aus dem Jahr 1936 zufolge wurden auf dem Soldatenfriedhof 495 Militärangehörige und 328 internierte Zivilisten beigesetzt. Quelle für diese Angabe war das Sterberegister, dem allerdings ein Band mit geschätzt bis zu 1.500 Einträgen fehlt. Mit 177 Militärangehörigen und 225 nennt die staatliche Sterbematrik allerdings andere Zahlen. Anlässlich einer der häufigen Überprüfungen des Friedhofs durch einen Vertreter des Reichsstatthalters für Niederdonau wurde am 24. September 1940 die Zahl der Gräber von Militärangehörigen mit 713 festgelegt. Zu diesen kamen noch jene der 95 auf dem Gedenkstein angeführten Italiener, von denen zwei zu einem unbekannten Zeitpunkt nach Italien überführt worden waren. Die Massengräber der Zivilinternierten waren kein Thema.
1922 wurde für die hier beigesetzten italienischen Soldaten ein Denkmal in Form eines Obelisken errichtet. Die Weihe fand im Rahmen einer militärischen Feier mit Vertretern österreichischer Behörden, des Bundesheeres und einer italienischen Delegation statt.
Aus dem Jahr 1936 ist Schriftverkehr zwischen der Gemeinde und dem Land erhalten, in dem sich Neckenmarkt um einen Rückersatz der Instandhaltungskosten für den Soldatenfriedhof durch das Burgenland bemüht. Über den Erhaltungszustand des Friedhofs gibt es während dieser Zeit unterschiedliche Aussagen.
Während der NS-Zeit waren die nationalsozialistischen Behörden im Auftrag des Statthalters von Niederdonau um ein ansprechendes Erscheinungsbild des Friedhofs bemüht, um beim italienischen Bündnispartner einen guten Eindruck zu hinterlassen. Eine geplante Überführung der sterblichen Überreste der Italiener auf dem Wiener Zentralfriedhof kam nicht zu Stande.
Gegen Ende des Zweiten Weltkriegs, im Jahr 1944, übergab Neckenmarkt, das die Pflege und Erhaltung des Soldatenfriedhofs übernommen hatte, obwohl dieser auf dem Gemeindegebiet von Haschendorf lag, der Gemeinde Haschendorf mit der Begründung, den damit verbundenen Verwaltungs- und Arbeitsaufwand nicht mehr leisten zu können.